# Claude-Jean-François Despréaux
Pour les articles homonymes, voir Despréaux.
Claude-Jean-François Despréaux est un musicien et un révolutionnaire français, né en 1733 et mort à Paris le 6 août 1794.

## Biographie
Fils de Jean-François Despréaux, hautboïste de l'Académie royale de musique qui se retire en 1767, et de Marie-Anne d'Arras, frère aîné de Louis-Félix Despréaux (ca) (1746-1813) et Jean-Étienne Despréaux, Claude-Jean-François Despréaux y débute en 1759 comme violoniste. Devenu chef des premiers violons en 1771, il se retire en 1782,.
Pensionnaire de la République, il est commissaire civil et membre de la société populaire de la section de Brutus, et juré au tribunal révolutionnaire en 1793,,,.
Désespéré à la suite du 9-Thermidor, il se suicide d'un coup de fusil dans son appartement, au no 20 de la rue du Sentier, le 19 thermidor an II (6 août 1794),,,.
Il est l'auteur de plusieurs sonates pour le violon et le clavecin.